# دعوت (اسلام)
دعوت (عربی: دعوة، «فراخوانی») به کار دعوت و فراخوانی مردم به اسلام گفته می‌شود. در گروه‌های اسلامی خاصی همانند سلفی‌ها و جماعت اسلامی، دعوت به عنوان یک کنش سیاسی نیز در نظر گرفته می‌شود. برای این گروه‌ها، هدف دعوت همچنین ایجاد مهندسی معکوس در آنچه آن‌ها به عنوان انحطاط اسلام در دوران نوین تصور می‌کنند، از طریق تبلیغ منظم ایدئولوژی اسلامی و در نهایت امکان ایجاد یک دولت اسلامی، است.